# Michael E. Brown
Michael (Mike) E. Brown (Huntsville, 5 de junio de 1965) es profesor del observatorio astronómico en el Instituto Tecnológico de California (California Institute of Technology (Caltech) desde 2002. Anteriormente fue profesor asistente en el Caltech entre 1997 y 2002. 
Obtuvo su Licenciatura en Física por la Universidad de Princeton en 1987. Había realizado sus estudios de graduado en Universidad de Berkeley donde obtuvo un magíster en Astronomía en 1990 y el doctorado en la misma disciplina en 1994.
Michael E. Brown y su equipo de Caltech han descubierto hasta el 2011, 14 objetos transneptunianos utilizando el telescopio Hale de 5 metros del Observatorio Palomar. Entre estos hay dos planetas enanos: Makemake (2005) y Eris (2005). También es el autor de How I Killed Pluto and Why It Had It Coming (Cómo maté a Plutón y por qué se lo merecía), publicado en 2010.

## Biografía

### Educación y vida privada
Nació en Huntsville, Alabama. Obtuvo su Bachelor of Arts en física de la Universidad de Princeton en 1987, donde fue miembro del Club Princeton Tower. Realizó sus estudios de postgrado en la Universidad de California, Berkeley, donde obtuvo una maestría en astronomía en 1990 y un doctorado en astronomía en 1994. Se casó en 2003 con Diane Binney.

### Descubrimientos
Brown es bien conocido en la comunidad científica por sus estudios de los objetos distantes que orbitan alrededor del Sol. Su equipo ha descubierto muchos objetos transneptunianos (TNO). Particularmente notable es Eris, un planeta enano y el único TNO descubierto que es más masivo que Plutón, lo que llevó directamente a la degradación de Plutón del estatus de planeta, 90377 Sedna, un planetoide que se cree que es el primer cuerpo observado que pertenece a la nube de Oort-Öpik interior, y (90482) Orcus.

### Controversia sobre Haumea
Brown y su equipo habían estado observando el planeta enano de Haumea desde hacía unos seis meses antes del anuncio de su descubrimiento por José Luis Ortiz Moreno y sus colegas del Observatorio Nacional de Sierra Nevada en España.
Al principio, Brown indicaba que apoyaba que el equipo de Ortiz recibiera el crédito por el descubrimiento de Haumea.  Sin embargo, más indagaciones revelaron que se había accedido a una página web que contenía los registros sobre dónde se habían dirigido los telescopios de Brown mientras que seguían Haumea ocho veces en los tres días antes del anuncio de Ortiz con ordenadores con direcciones IP que se podían rastrear a la página web del Instituto de Astrofísica de Andalucía, donde Ortiz trabaja, y a mensajes de correo electrónico enviados por Ortiz a sus estudiantes. Estos accesos a la página web ocurrieron una semana después de la publicación de Brown de un resumen para un discurso en un congreso que se acercaba, en el cual había pensado anunciar el descubrimiento de Haumea; el resumen se refería a Haumea con una clave que era la misma clave utilizada en los registros en línea de los telescopios; los ordenadores andaluces habían accedido directamente a los registros que contenían esa clave, como sería el caso después de una búsqueda en Internet, sin pasar por la página de inicio o por otras páginas de los archivos.
Cuando se le preguntó a Ortiz sobre estas actividades en Internet, Ortiz respondió con un correo electrónico a Brown que sugería que Brown tenía la culpa, por haber "escondido objetos", y dijo que "la única razón por la cual usted y yo nos comunicamos ahora por email es porque usted no informó sobre su objeto".  Brown afirma que esta declaración de Ortiz no respeta la práctica científica aceptada de analizar los resultados de las investigaciones hasta asegurarse de que sean correctos, y entonces someterlos a la revisión por pares antes de cualquier anuncio público. Sin embargo, el Centro de Planetas Menores solo necesita una determinación suficientemente precisa de la órbita de un objeto para conferir el crédito por el descubrimiento, algo que suministró Ortiz.
El director del IAA en esa época, José Carlos del Toro, se distanció de Ortiz, afirmando que los investigadores tienen la "responsabilidad exclusiva" de sí mismos. Brown presentó una demanda a la Unión Astronómica Internacional para que diera el crédito a su equipo en lugar de a Ortiz por el descubrimiento de Haumea. La UAI ha evitado deliberadamente reconocer un descubridor de Haumea. La fecha y el lugar del descubrimiento están registrados como el 7 de marzo de 2003 en el Observatorio de Sierra Nevada de Ortiz. No obstante, la UAI ha aceptado el nombre de Haumea sugerido por Brown, que juega con los nombres de las dos lunas de Haumea, en lugar del nombre Ataecina sugerido por Ortiz.

## Honores, premios y galardones
Brown fue nombrado una de las 100 personas más influyentes por Time de 2006. En 2007 recibió el Premio Feynman, el más prestigioso honor de enseñanza de Caltech. El asteroide 11714 Mikebrown, descubierto el 28 de abril de 1998, fue nombrado en su honor. En 2012, Brown fue galardonado con el Premio Kavli de astrofísica.